# Didier Guillaume
Didier Guillaume (ur. 11 maja 1959 w Bourg-de-Péage, zm. 17 stycznia 2025 w Nicei) – francuski polityk i samorządowiec, senator, w latach 2018–2020 minister rolnictwa, od 2024 do 2025 minister stanu Monako.

## Życiorys
Z zawodu urzędnik skarbowy. W działalność polityczną zaangażował się w 1981, biorąc udział w kampanii prezydenckiej François Mitterranda i stając na czele lokalnych struktur MJS, organizacji młodzieżowej Partii Socjalistycznej. Kierował strukturami partii w departamencie Drôme, wchodził także w skład jej sekretariatu krajowego. Od 1983 wybierany na radnego rodzinnej miejscowości, w latach 1995–2004 pełnił funkcję jej mera. Od 1992 do 1998 był radnym departamentu Rodan-Alpy. W 1998 został wybrany w skład radnym Drôme, w latach 2004–2015 przewodniczył radzie generalnej tego departamentu.
W 2008 został wybrany w skład Senatu, w 2014 z powodzeniem ubiegał się o reelekcję do tej izby. Był bliskim współpracownikiem Manuela Vallsa, kierował jego kampanią w zorganizowanych przez PS prawyborach przed wyborami prezydenckimi w 2017. Od kwietnia 2014 do stycznia 2018 pełnił funkcję przewodniczącego frakcji socjalistycznej w izbie wyższej parlamentu. Zadeklarował następnie wycofanie się z działalności politycznej, ostatecznie pozostał członkiem Senatu, przechodząc jednak do frakcji RDSE.
W październiku 2018 dołączył do drugiego rządu Édouarda Philippe’a, obejmując w nim stanowisko ministra rolnictwa i żywności. Funkcję tę pełnił do lipca 2020.
2 września 2024 objął urząd ministra stanu Monako, który sprawował do śmierci w styczniu następnego roku.